# Hyland Software
 (janvier 2022).
La mise en forme du texte ne suit pas les recommandations de Wikipédia : il faut le « wikifier ».
Les points d'amélioration suivants sont les cas les plus fréquents :
- Les titres sont pré-formatés par le logiciel. Ils ne sont ni en capitales, ni en gras.
- Le texte ne doit pas être écrit en capitales (les noms de famille non plus), ni en gras, ni en italique, ni en « petit »…
- Le gras n'est utilisé que pour surligner le titre de l'article dans l'introduction, une seule fois.
- L'italique est rarement utilisé : mots en langue étrangère, titres d'œuvres, noms de bateaux, etc.
- Les citations ne sont pas en italique mais en corps de texte normal. Elles sont entourées par des guillemets français : « et ».
- Les listes à puces sont à éviter, des paragraphes rédigés étant largement préférés. Les tableaux sont à réserver à la présentation de données structurées (résultats, etc.).
- Les appels de note de bas de page (petits chiffres en exposant, introduits par l'outil «  Source ») sont à placer entre la fin de phrase et le point final[comme ça].
- Les liens internes (vers d'autres articles de Wikipédia) sont à choisir avec parcimonie. Créez des liens vers des articles approfondissant le sujet. Les termes génériques sans rapport avec le sujet sont à éviter, ainsi que les répétitions de liens vers un même terme.
- Les liens externes sont à placer uniquement dans une section « Liens externes », à la fin de l'article. Ces liens sont à choisir avec parcimonie suivant les règles définies. Si un lien sert de source à l'article, son insertion dans le texte est à faire par les notes de bas de page.
- La présentation des références doit suivre les conventions bibliographiques. Il est recommandé d'utiliser les modèles {{Ouvrage}}, {{Chapitre}}, {{Article}}, {{Lien web}} et/ou {{Bibliographie}}. Le mode d'édition visuel peut mettre en forme automatiquement les références.
- Insérer une infobox (cadre d'informations à droite) n'est pas obligatoire pour parachever la mise en page.

Pour une aide détaillée, merci de consulter Aide:Wikification.
Si vous pensez que ces points ont été résolus, vous pouvez retirer ce bandeau et améliorer la mise en forme d'un autre article.
 (janvier 2022).

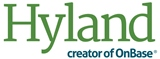

Hyland Software est le développeur de la suite logicielle de gestion de contenu d'entreprise (ECM) et de gestion de processus appelée OnBase. Ce logiciel est utilisé dans les domaines divers tels que la santé, les institutions financières, les assurances, les administrations gouvernementales, l'enseignement supérieur et l'industrie. Le siège social de l'entreprise se situe à Westlake, Ohio, mais l'entreprise possède également de nombreux bureaux aux États-Unis (Lincoln, Nebraska, Irvine, Californie, Charlotte, Caroline du Nord, Andover, Massachusetts, Olathe, Kansas, Bloomington, Minnesota, Salt Lake City, Utah, Phoenix, Arizona, et Tampa, Floride), en Amérique du Sud (São Paulo, Brésil), en Europe (Londres, Angleterre et Berlin, Allemagne), en Asie (Tokyo, Japon et Calcutta, Inde) et en Océanie (Melbourne, Australie et Sydney, Australie).

## Histoire de l'entreprise
Packy Hyland Jr. fonde Hyland Software en 1991 en ayant l'ambition de réduire les coûts d'impression des données par le stockage de rapports quotidiens directement sur disque optique. Packy Hyland crée alors la première version d'OnBase pour la Necedah Bank, devenue le premier client de Hyland Software. OnBase étant conçue initialement pour répondre aux besoins du secteur bancaire, la majorité des premiers clients de Hyland Software appartiennent dès lors à ce secteur.

## Produits et services
Le produit OnBase de Hyland Software intègre la gestion des documents, l'automatisation des processus métier et la gestion de l'archivage. Forrester Research considère comme les points forts du produit ses fonctionnalités ECM principales (capacités d'imagerie et d'archivage).
Le programme OnBase peut s'interfacer avec Microsoft, SAP, Oracle Corporation  et Lawson pour tirer davantage de valeur des technologies existantes. OnBase est écrit en .NET, JavaScript. OnBase a été nommé 2015 Best in KLAS pour la gestion de documents et l'imagerie.
Hyland propose également une application Software-as-a-Service (SaaS) du logiciel OnBase connue sous le nom de OnBase Cloud et une plateforme hébergée dans le cloud Platform as a service (PaaS) d'Alfresco Content Services, avec personnalisation via les applications Alfresco Module Packages (AMP) et Alfresco Developer Framework (ADF).